# هرمان إرنست فروند
هرمان إرنست فروند (بالدنماركية: Hermann Ernst Freund)‏ هو نحات دنماركي، ولد في 15 أكتوبر 1786 في Uthlede ‏ في ألمانيا، وتوفي في 30 يونيو 1840 في كوبنهاغن في الدنمارك.

## معرض صور

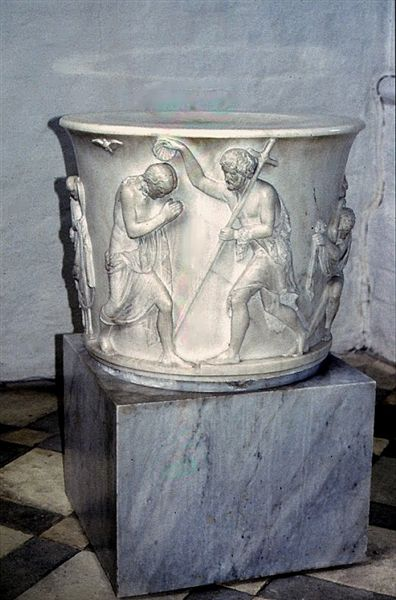
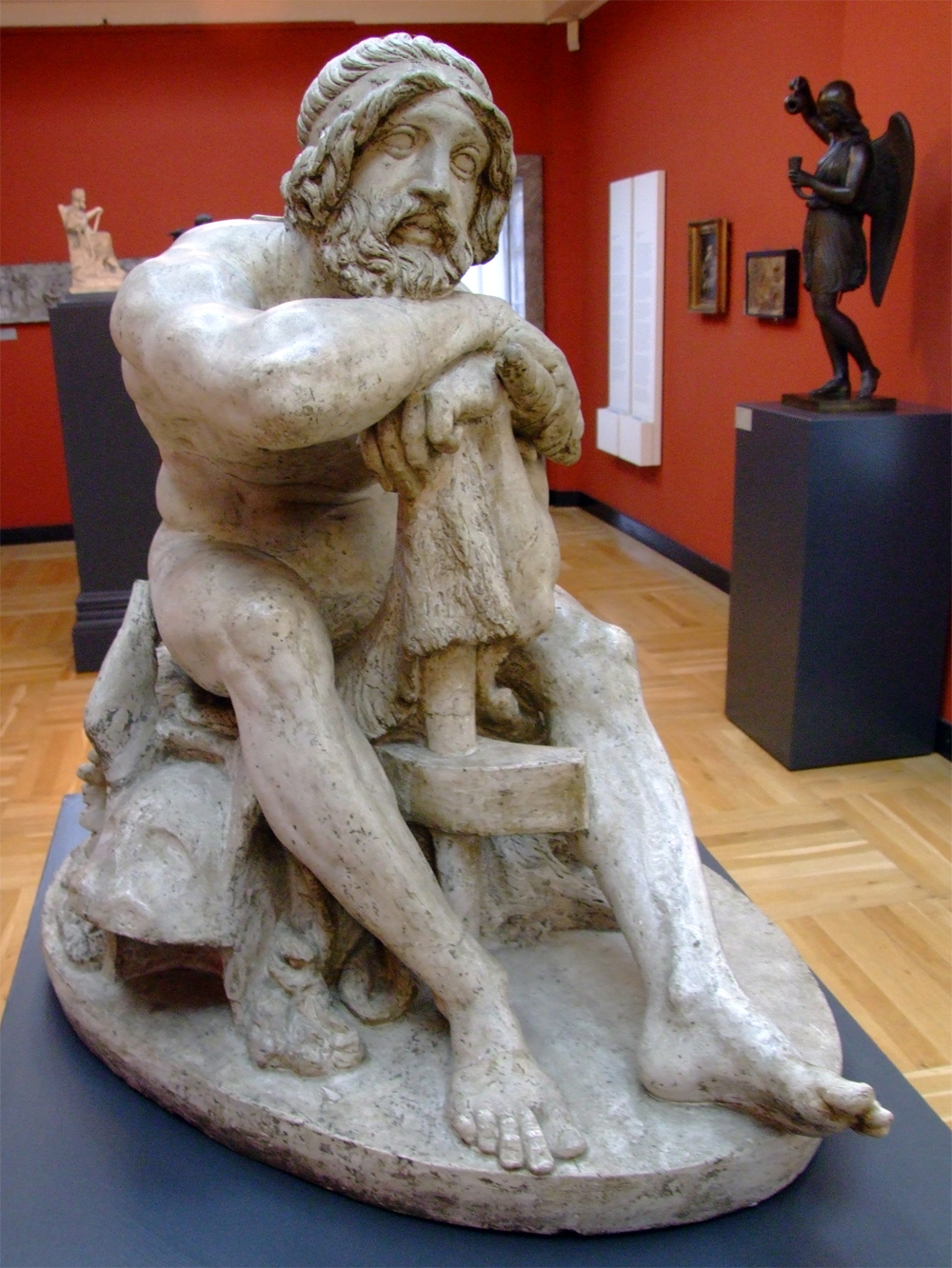
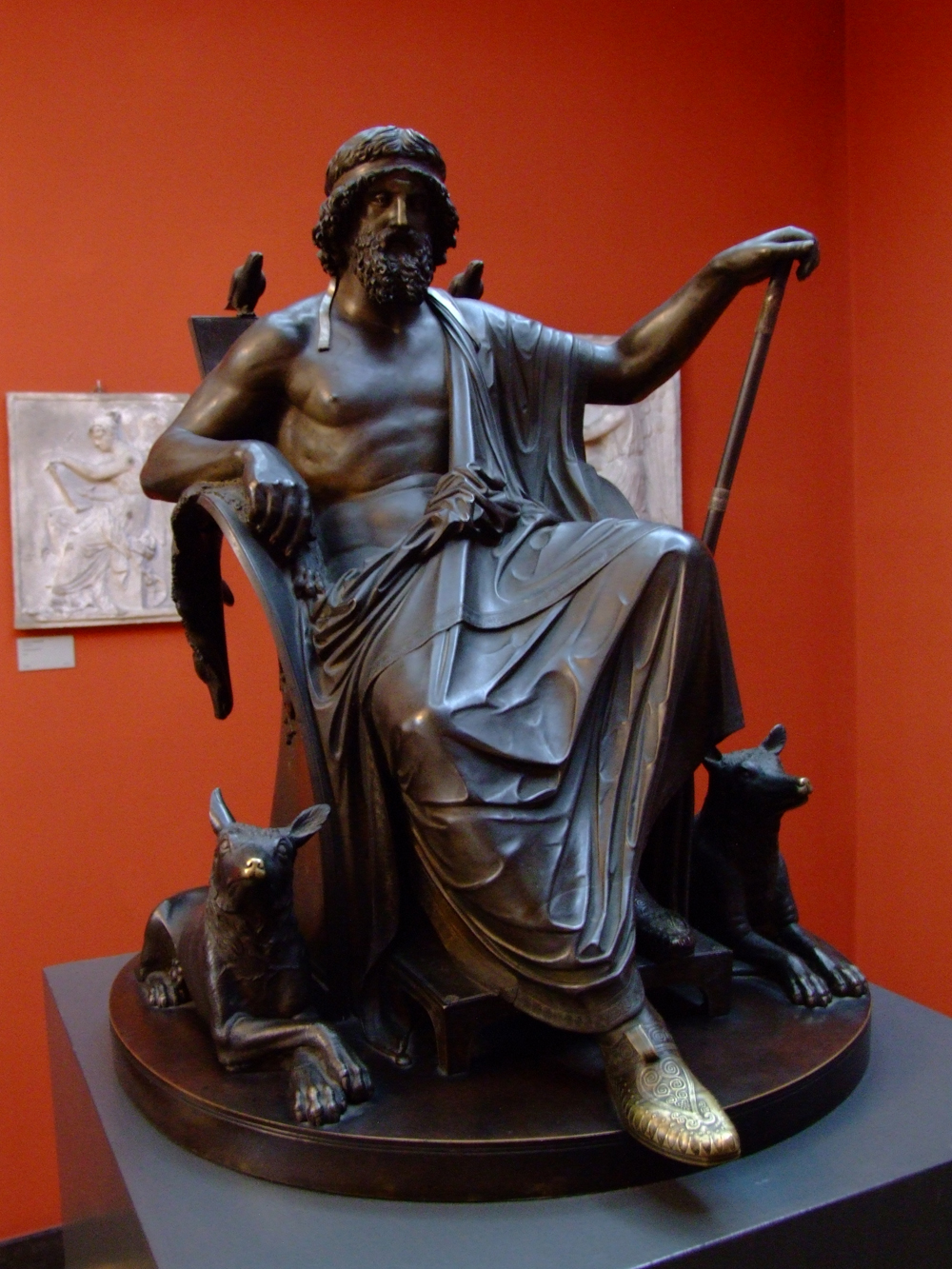